# Blackadder
Blackadder este numele generic a patru seriale de televiziune istorice, produse de BBC în anii 1980. O serie de alte producții sporadice bazate pe aceleași personaje au fost realizate ulterior cu diferite ocazii. Prima serie a fost scrisă de Richard Curtis și Rowan Atkinson, iar următoarele au fost scrise de Curtis și Ben Elton. Personajele principale sunt anti-eroul Edmund Blackadder, jucat de Rowan Atkinson, și servitorul sau subalternul acestuia Baldrick, jucat de Tony Robinson.
Cu toate că acțiunea din fiecare serie se petrece în perioade istorice diferite, toate urmăresc acțiunile lui Edmund Blackadder, membru al unei dinastii engleze ce este prezent în multe momente cheie ale Istoriei Regatului Unit. Cu toate că personajul devine din ce în ce mai inteligent pe parcursul seriei, în timp ce statutul său social scade, Blackadder este în general un individ cinic, laș, oportunist, al cărui principal scop este acela de a-și îmbunătăți situația și de a se îmbogăți. În fiecare serie, Blackadder este personajul care ironizează și critică atitudinea și stupiditatea personajelor din jurul său, în același timp criticând și nebuniile epocii istorice: de la vânătorile de vrăjitoare nedrepte și crude din Evul Mediu la capriciile și nebuniile unor monarhi britanici și la cruzimea din Primul Război Mondial.
Fiecare Blackadder în existenta sa este însoțit de un servitor, de fiecare dată numit Baldrick, a cărui inteligență și standarde de curățenie descresc treptat. În fiecare sezon, în compania acestora se află și un personaj aristocratic (care ar trebui să fie mai inteligent decât Baldrick) a cărui prezență Blackadder trebuie să o tolereze. În primele două serii. acest personaj era Lordul Percy, jucat de Tim McInnerny, în a treia serie personajul era Prințul George, iar în ultima serie a fost Locotenentul George, ultimele două personaje fiind jucate de Hugh Laurie.

## Serii
Fiecare serie a fost situată într-o perioadă diferită din Istoria Angliei, începând cu 1485 și terminând cu anul 1917, iar fiecare serie e formată din șase episoade de jumătate de oră. Prima serie, realizată în 1983, se numea The Black Adder (Vipera Neagră) și a fost urmata de Blackadder II în 1985, Blackadder the Third (Blackadder al treilea) în 1987 și Blackadder Goes Forth (Blackadder ne paraseste) în 1989.

## Episoade speciale
În afară de acestea, au mai fost realizate trei producții speciale: 
- Blackadder: The Cavalier Years (Blackadder: Anii Cavalerilor) - episod special de 15 minute realizat pentru teletonul britanic din anul 1988;
- Blackadder's Christmas Carol (Colindul de Crăciun al lui Blackadder) - episod special de 42 minute difuzat cu ocazia Crăciunului din același an; și
- Blackadder: Back & Forth (Blackadder: Înainte și înapoi) - episod special de 33 minute realizat în 1999 și difuzat la cinematograful din Domul Mileniului din Londra în anul 2000.